# 上桂駅
上桂駅（かみかつらえき）は、京都市西京区上桂宮ノ後町にある、阪急電鉄嵐山線の駅。駅番号はHK-96。

## 歴史
- 1928年（昭和3年）11月9日：新京阪鉄道嵐山線開通と同時に開業[2]。
- 1930年（昭和5年）9月15日：会社合併により京阪電気鉄道の駅となる[2]。
- 1943年（昭和18年）10月1日：会社合併により京阪神急行電鉄（現在の阪急電鉄）の駅となる[2]。
- 1944年（昭和19年）1月9日：資材供出のため嵐山線全線単線化。棒線駅となる。
- 1950年（昭和25年）3月13日：駅構内の片線を復活させ、交換駅となる[3]。
- 2013年（平成25年）12月21日：駅番号導入[2]。
- 2017年（平成29年）3月25日：嵐山駅方面のりばの改札口使用開始[4]。

## 駅構造
相対式ホーム2面2線を有し、交換設備を備えた地上駅。元々、駅舎（改札口）は桂方面ホーム嵐山寄りにしかなかったが、バリアフリー化のため2017年3月に反対側の嵐山方面ホームにも新たに改札口が設置された。両側のホームには地下道を通って行き来できる。
トイレは東改札内にある。

### のりば
| 号線 | 路線    | 方向 | 行先     |
| ---- | ------- | ---- | -------- |
| 1    | ■嵐山線 | 上り | 嵐山方面 |
| 2    | ■嵐山線 | 下り | 桂方面   |

※実際には構内にのりば番号表記はないが、スマートフォン向けアプリ「阪急沿線ナビ TOKKアプリ」の発車案内機能では、嵐山方面が1号線、桂方面が2号線と表示されている。

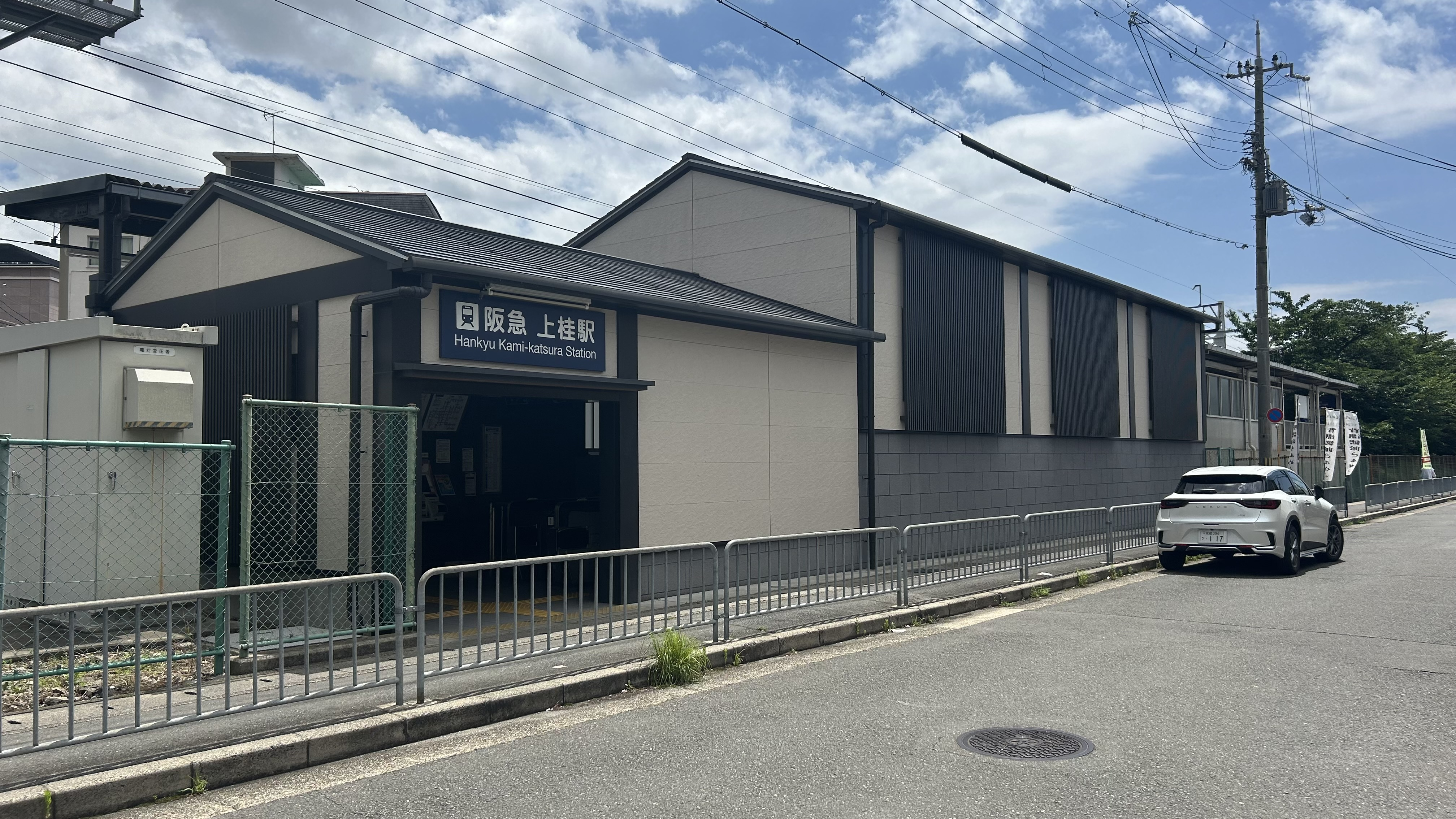
西口
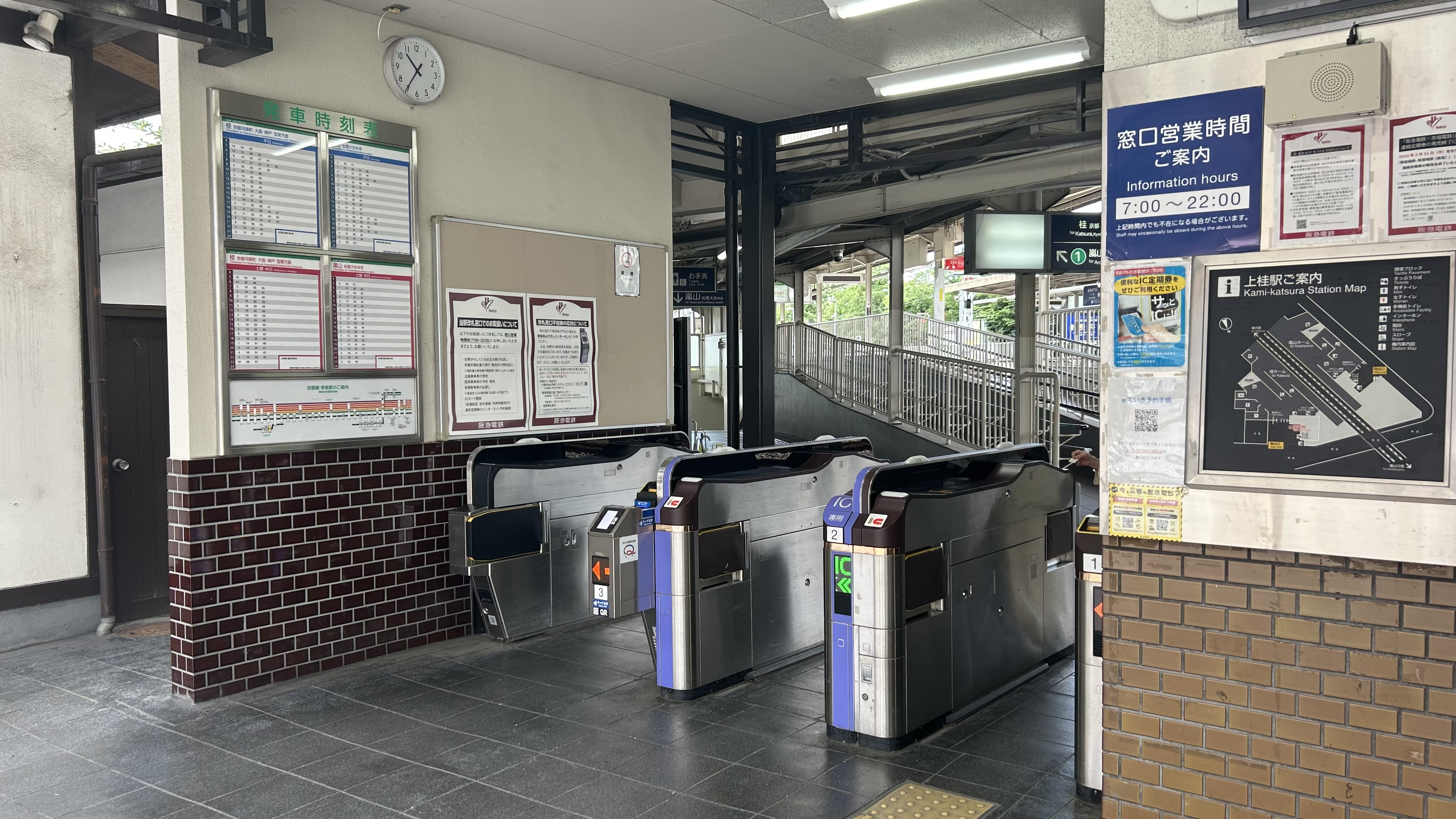
東改札口
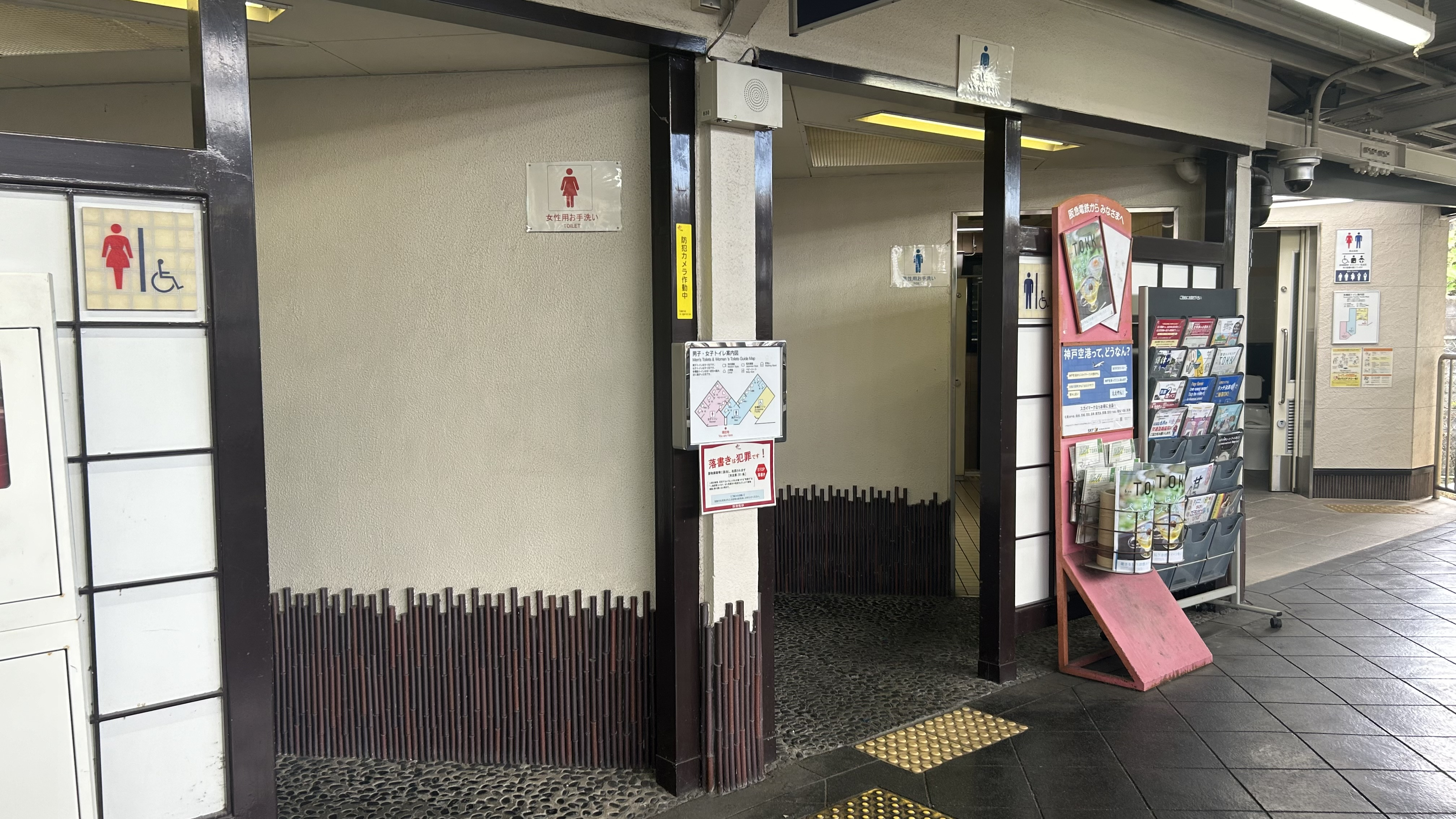
トイレ
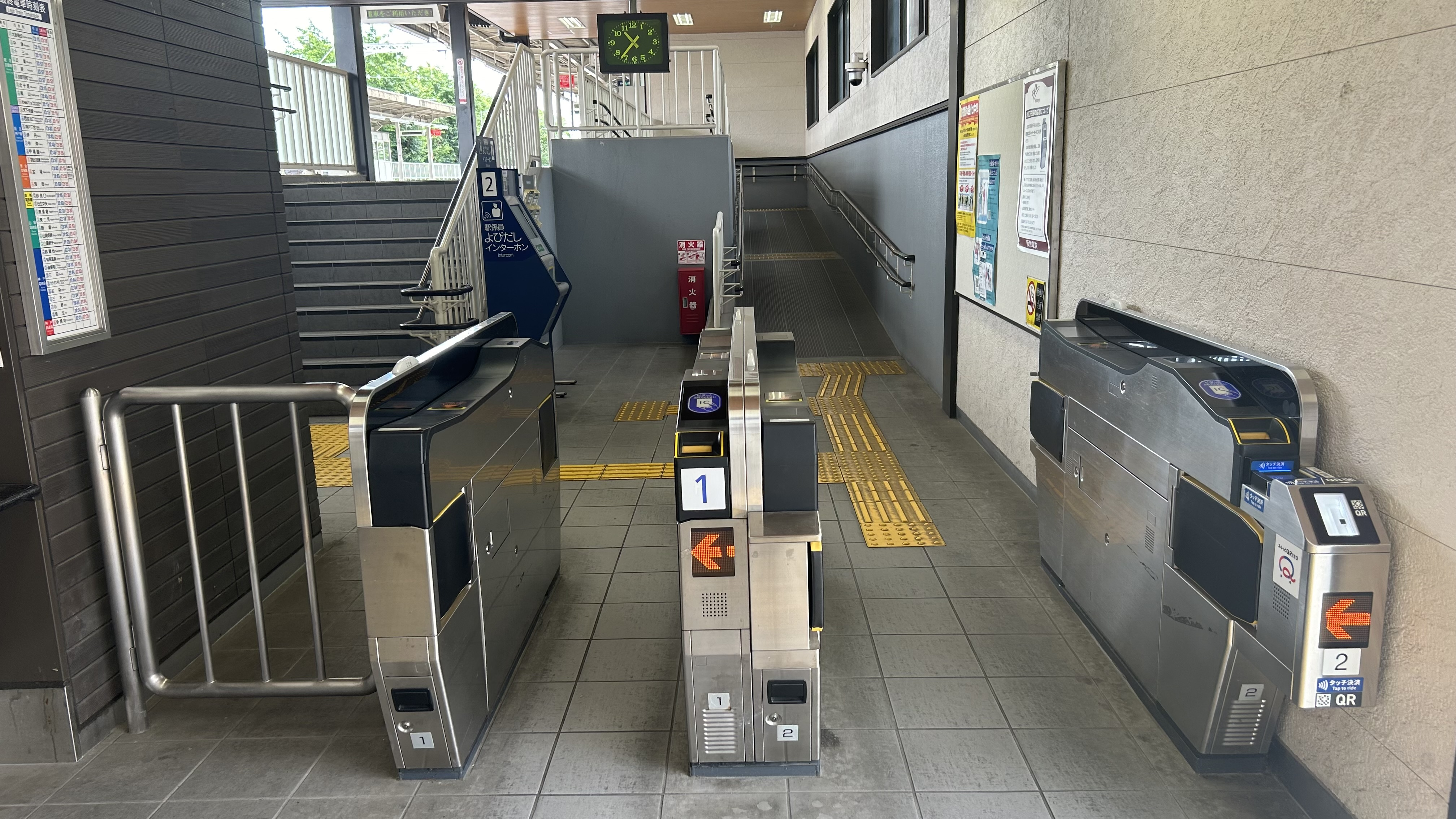
西改札口
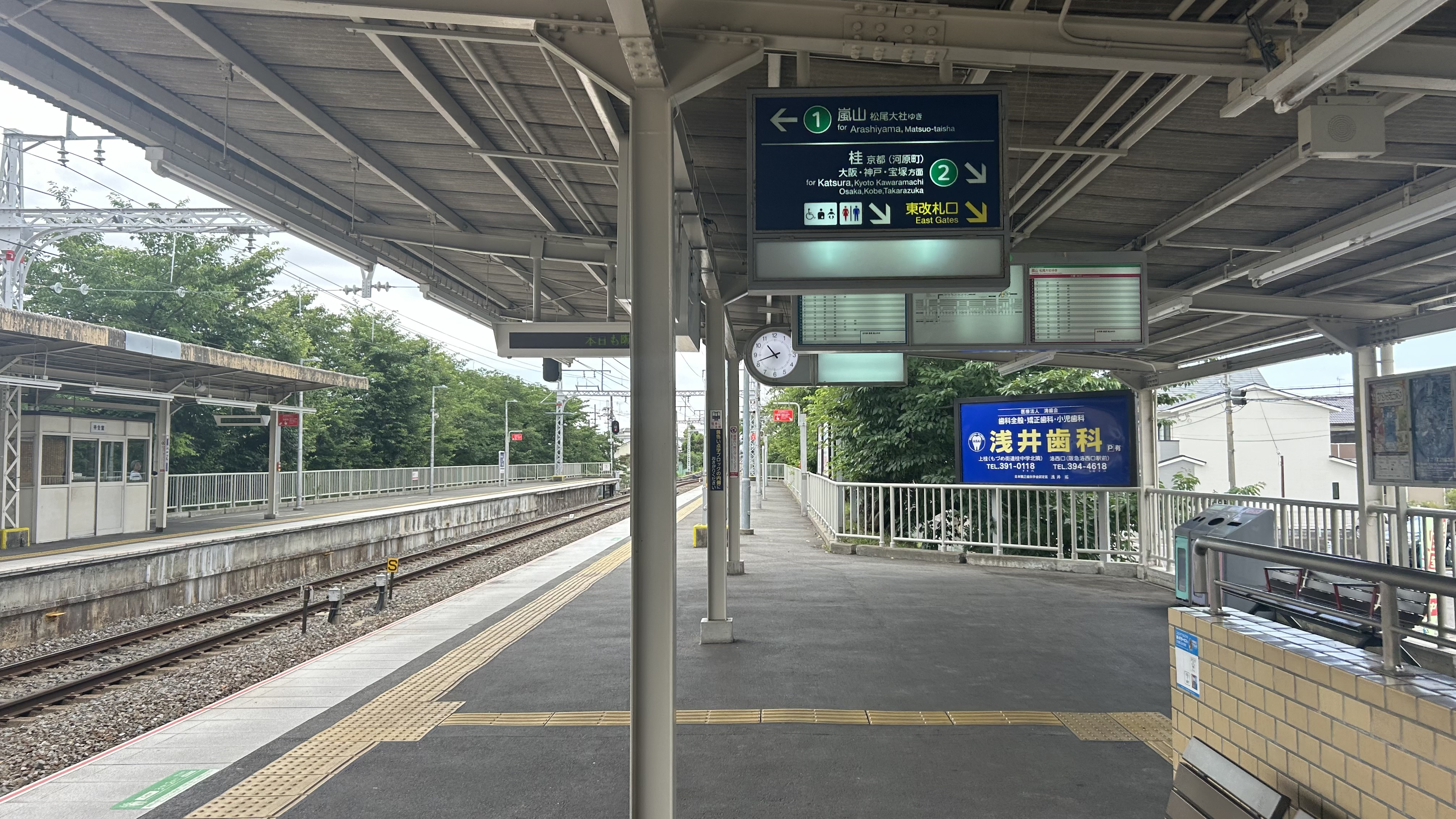
嵐山方面ホーム
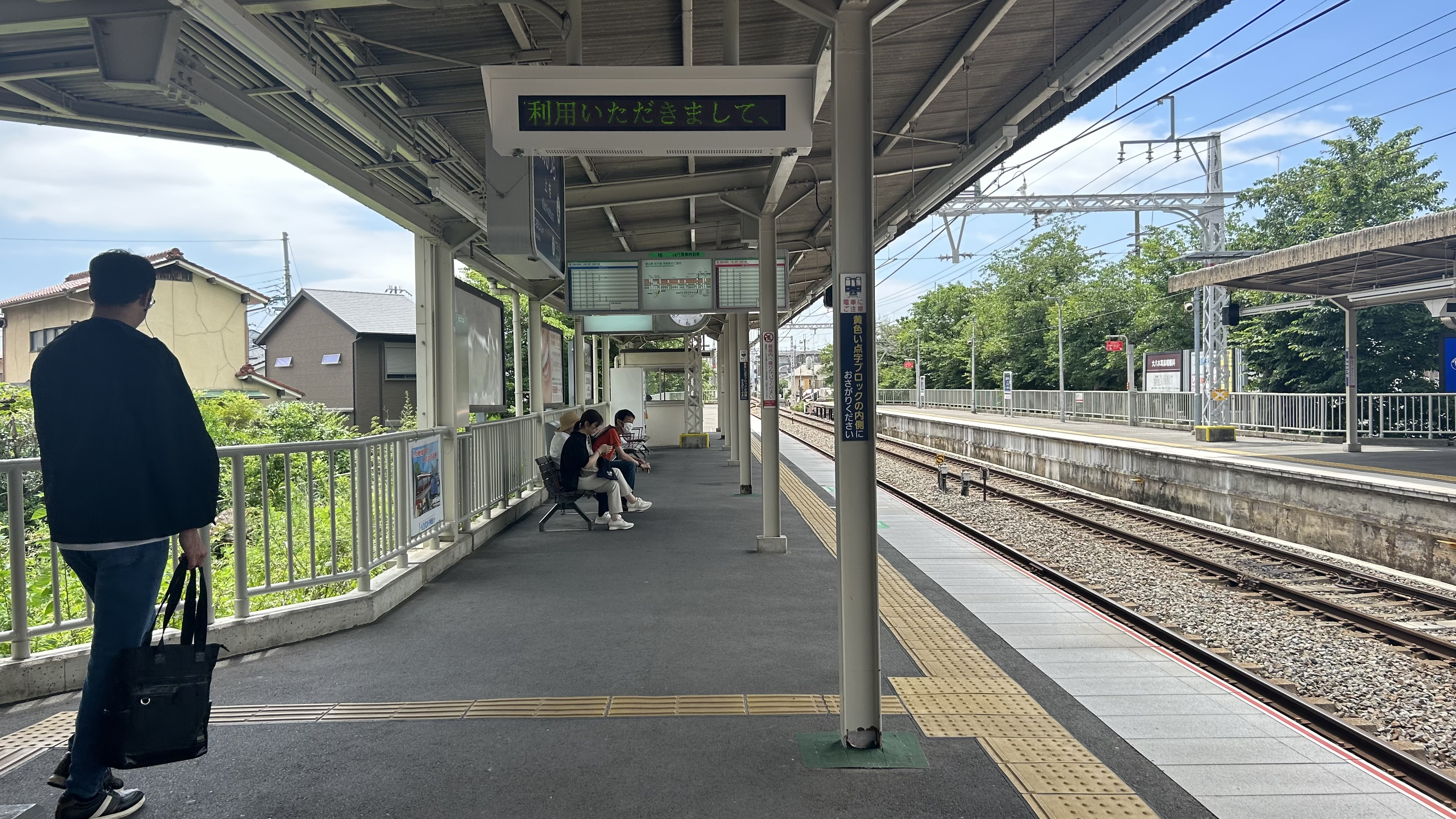
桂方面ホーム
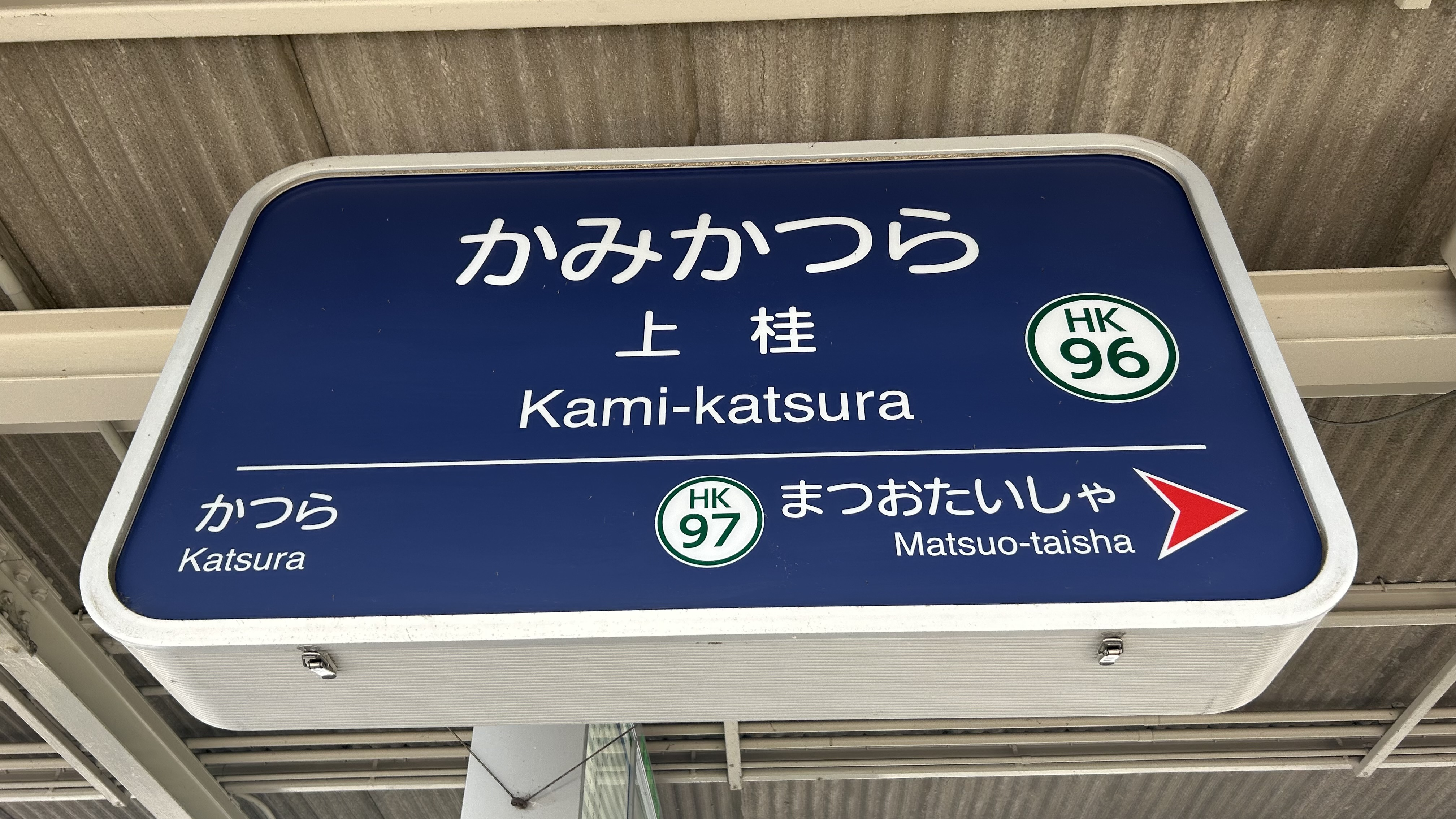
駅名標

## 利用状況
2022年の通年平均の乗降人員は6,648人である。阪急電鉄全線では第78位。
また、2022年（令和4年）度の1日あたりの乗降人員は約8,162人である（年間2,979千人、京都市統計書より）。

## 駅周辺
神社仏閣・名所旧跡など
- 上桂御霊神社
- 長恩寺 - 京都洛西観音霊場第二十六番札所
- 谷ヶ堂最福寺延朗堂 - 延朗による開山。
- 玄忠院
- 地蔵院（竹の寺）
- 来迎寺 - 京都洛西観音霊場第三十二番札所
- 浄住寺 - 葉室家菩提寺、京都洛西観音霊場第三十番札所。
- 葉室家墓地
- 苔香居（山口家住宅） - 文化庁国登録有形文化財、京都市指定景観重要建造物。
- 葉室御霊神社
- 唐櫃越 - 足利尊氏や本能寺の変の際の明智光秀軍が通った山道。
- 巣林寺 - 京都府八幡市の巣林庵が明治維新後に移転。

古墳・遺跡
- 衣笠山古墳群
- 山田桜谷古墳群

美術館・博物館など文化施設
- 青山音楽記念館 バロックザール
- 京都花鳥館
- 田畑らんぷ館
- 京都市西文化会館ウエスティ

その他
- 京都上桂郵便局
- 葉室幼稚園
- 西京区役所
- 京都市立桂中学校
- 京都市立松尾小学校
- 三菱京都病院
- 国道9号
- 京都山田郵便局
- 京都市立桂徳小学校
- 京都市立桂川小学校
- 京都市バス「上桂駅前」停留所 - 69系統（桂駅東口 / 二条駅西口）

## 隣の駅
阪急電鉄
■嵐山線
桂駅 (HK-81) - 上桂駅 (HK-96) - 松尾大社駅 (HK-97)
- 春・秋の行楽シーズンの臨時列車として乗り入れる直通特急も、嵐山線内は各駅に停車する。